# 森光明
森 光明（もり みつあき、1923年（大正12年）3月29日 - 1992年（平成4年）1月11日）は、日本の実業家。オリエンタルランド第3代代表取締役社長。徳島県徳島市幸町出身。

## 経歴
1946年に京都帝国大学経済学部卒業と同時に三井物産に入社するも三井財閥解体のため、1年で退社。その後、1947年9月に知人の勧めで日本興業銀行に入行。1973年に仙台支店長就任。
1975年に関連会社の常和興産常務取締役に就任。1979年に同社の専務取締役を経て、1980年にオリエンタルランドの専務取締役に転身し東京ディズニーランド建設に参加。
1988年4月に高橋政知代表取締役社長の妻・弘子が心臓病の悪化した事をきっかけに、同年6月25日付で同社の3代目代表取締役社長に就任。
1988年4月15日の東京ディズニーランド開園5周年記者会見でディズニー・ハリウッド・スタジオの日本版・「ディズニー・ハリウッド・マジック」（1989年11月に「ディズニー・ハリウッド・スタジオ・テーマパーク」に正式検定）建設に積極的だった。しかし、1991年9月5日の高橋政知代表取締役会長とウォルト・ディズニー・カンパニーのフランク・ウェルズ代表取締役社長との会談で計画が中止となった。
その後、1991年の銀行関係の新年会に元気な姿で出席していたが、年が明けた1992年1月9日に心筋梗塞を起こし東京都渋谷区の病院に入院するも、同年1月11日午後1時13分に帰らぬ人となった（享年68）。

## 家族・親戚

### 森家
- 妻・みどり（1926年（大正15年）1月生） 
都立第三高等女学校（現：東京都立駒場高等学校）卒[4]。海軍中将・鎌田道章の次女[4]。
- 長男・光太郎（1954年（昭和27年）生） 
慶應義塾大学法学部卒[4]。日本債券信用銀行元勤務[4]。
- 次男・明彦（1955年（昭和28年）生） 
慶應義塾大学商学部卒[4]。山一證券元勤務[4]。

### 親戚
- 義兄・鎌田英夫（1921年（大正10年）8月4日生） 
東京大学法学部政治学科卒[4]。元会計検査院事務総長、元会計検査院長[4]。大成建設元常勤顧問[4]。